# St Andrews
St Andrews ist eine Kleinstadt an der Ostküste Schottlands (Grafschaft Fife), die 1620 zur königlichen Stadt erkoren wurde. Sie ist vor allem für ihre traditionsreiche Universität und als Heimat des Golfsports berühmt. Außerdem ist sie mit ihrer malerischen Lage an der Nordsee ein Ziel für Touristen. St Andrews hatte im Jahr 2011 16.870 Einwohner, von denen ein gutes Drittel Studenten der Universität waren.
2015 wurde St Andrews der Ehrentitel „Reformationsstadt Europas“ durch die Gemeinschaft Evangelischer Kirchen in Europa verliehen.

## Geschichte
Die Stadt geht auf eine frühchristliche keltische Siedlung zurück (etwa 8. Jahrhundert). Um diese Zeit sind vermutlich die Reliquien des Apostels Andreas an diesen Ort gebracht worden. 908 wurde St Andrews Bischofssitz. Auf ihn bezieht sich das Andreaskreuz der schottischen Flagge. Die St Andrews Cathedral wurde 1160 begonnen und 1326 fertiggestellt. Während der Reformation wurde sie von Anhängern John Knox’ zerstört. Die Ruinen der vom 13. bis ins 16. Jahrhundert errichteten Bischofsburg liegen etwas außerhalb der Stadt. Während des gesamten Mittelalters war die kleine Stadt eine bedeutende Pilgerstätte in Europa. Um die zahlreichen Pilger zu schützen und um sie zu beherbergen, wurde unweit der Kathedrale eine Burg errichtet, die genauso wie der Dom nun eine Ruine ist. Zudem war St Andrews lange Zeit das religiöse Zentrum der presbyterianisch-reformiert ausgerichteten schottischen Kirche.

## Bildung
Die University of St Andrews, gegründet 1413, ist die älteste Universität Schottlands und drittälteste Großbritanniens. Sie gilt bis zum heutigen Tag zusammen mit Oxford und Cambridge als eine der Spitzenuniversitäten des Vereinigten Königreichs. Vor allem die naturwissenschaftliche Forschung und Lehre genießt einen ausgezeichneten Ruf. Hier wurde von 1645 bis 1646 das Schottische Parlament zusammengerufen, und 1862 ließ sich hier die erste Studentin Großbritanniens einschreiben.
Auch erwarb Prinz William im Juni 2005 einen Abschluss der Universität von St Andrews. David Brewster forschte und lehrte hier als Prinzipal, bevor er nach Edinburgh zurückberufen wurde.
In St Andrews gibt es zwei Schulen: Die St Leonards School (früher reine Mädchenschule, heute gemischt) und eine weitere koedukative Schule, das Madras College. St Leonards besitzt auch ein angeschlossenes Internat, welches besonders bei deutschen und chinesischen Schülern beliebt ist. In drei Häusern leben 120 Schüler. Die Schule wird insgesamt von 456 Schülern besucht. Seit 2008 bietet St Leonards als Abschluss neben dem britischen A-Level auch das Internationale Baccalaureat an.
Jährlich im März findet in St Andrews das StAnza Poetry Festival statt.

## Golf
Die Küstenstadt St Andrews gilt als die Heimstätte des Golfsports („Home of Golf“), wobei diese Bezeichnung auch für die eigentliche Golfanlage, die St Andrews Links, verwendet wird. 1754 wurde hier der Royal and Ancient Golf Club of St Andrews als einer der ersten Golfclubs überhaupt gegründet. Sein berühmtes Clubhaus steht direkt am Old Course, dem vermutlich bekanntesten Golfplatz der Welt. Im British Golf Museum wird die Geschichte des Golfspiels von den Anfängen an betrachtet. Etwa alle fünf Jahre findet im Juli auf dem Old Course die Open Championship statt, eines der großen internationalen Golfturniere. Der Golftourismus ist mittlerweile eine der Haupteinnahmequellen der Stadt.

## Persönlichkeiten
- David Beaton (um 1494–1546), schottischer Kardinal und Erzbischof von St Andrews
- Allan Robertson (1815–1859), Profi-Golfspieler
- Susan Fleetwood (1944–1995), Schauspielerin
- Iain Mattaj (* 1952), Biochemiker
- Hazel Irvine (* 1965), Sportmoderatorin
- Scott Mariani (* 1968), Journalist, Musiker und Schriftsteller
- KT Tunstall (* 1975), schottische Sängerin

## Trivia
Während seiner Studentenzeit hatte sich Prinz William zum ersten Mal 2001 in St Andrews mit seiner späteren Frau Kate getroffen.

## Bilder

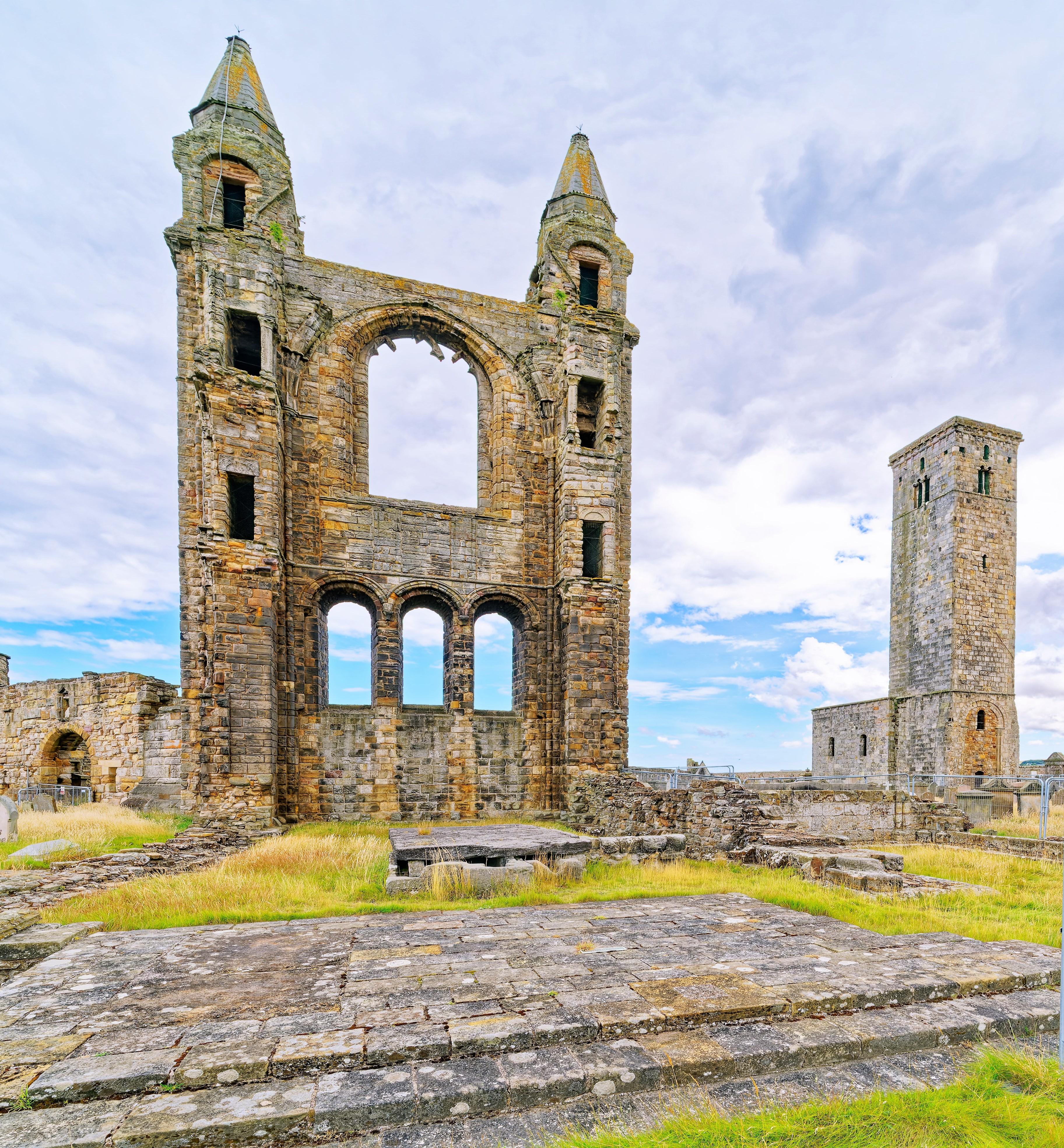
St Andrews, Ruine der Kathedrale
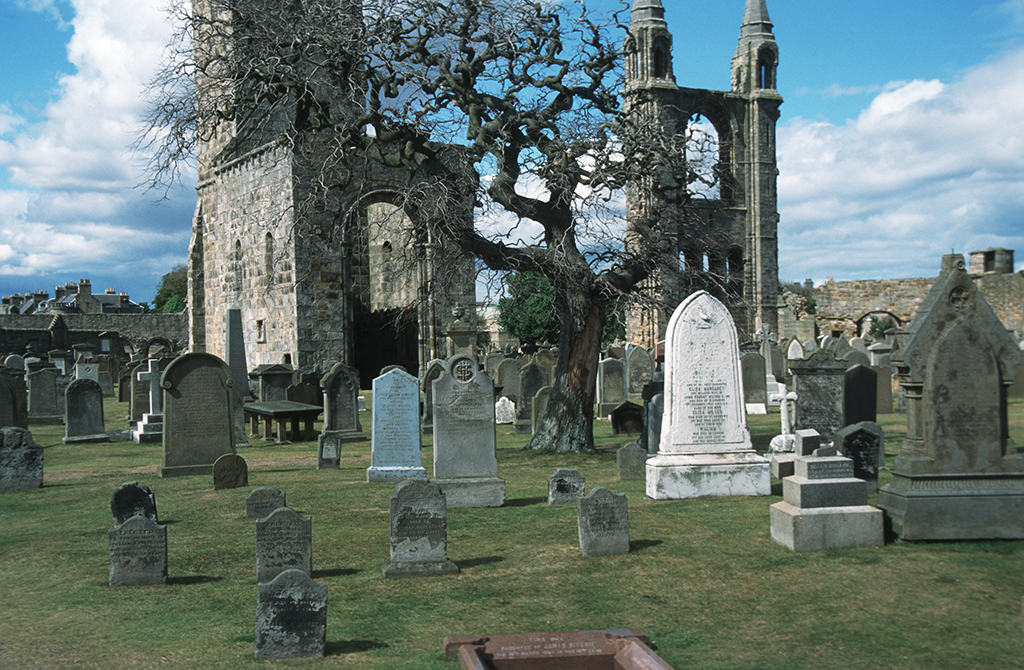
Alter Friedhof bei der Ruine der Kathedrale
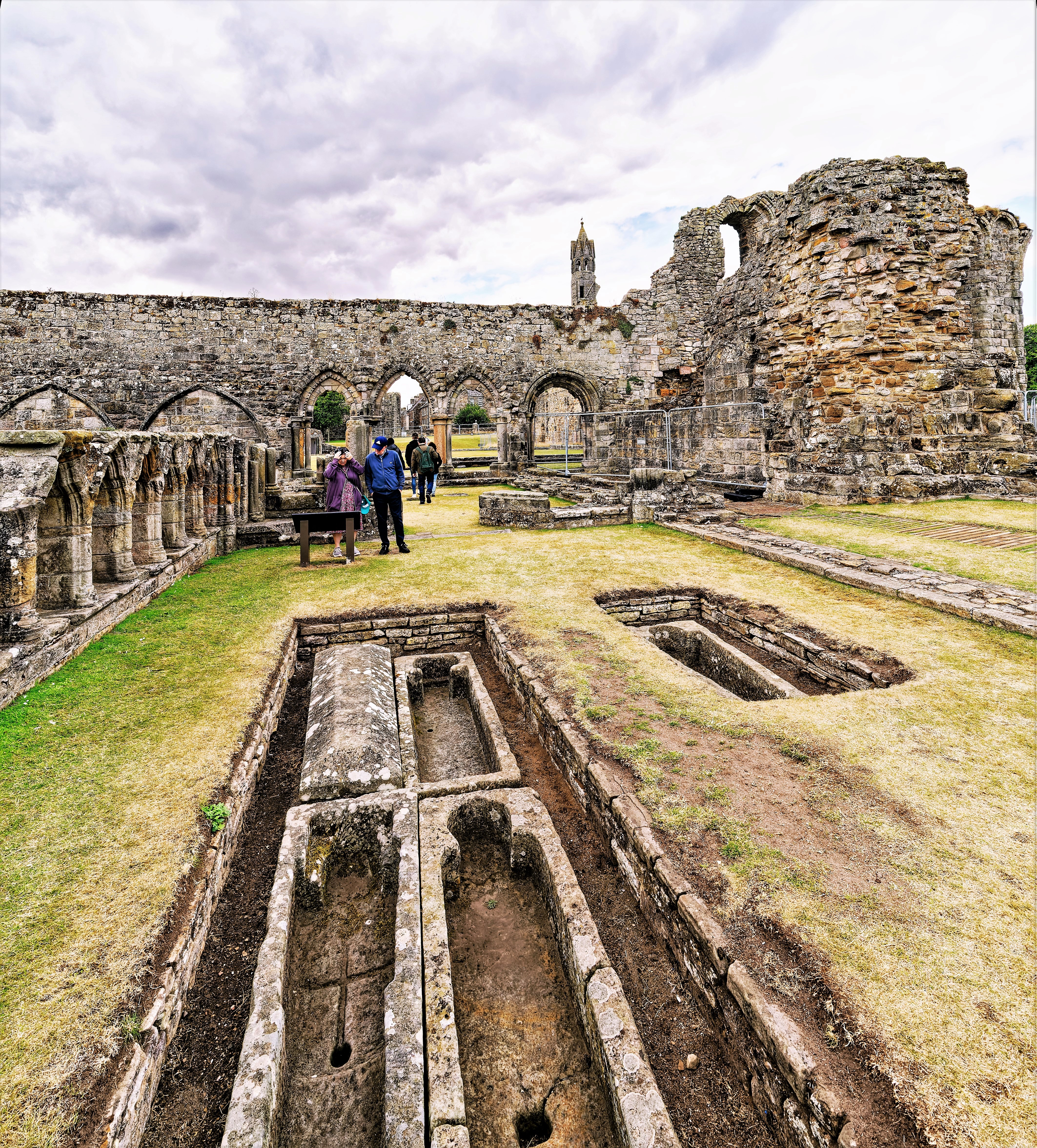
Historische Gräber an der Kathedrale
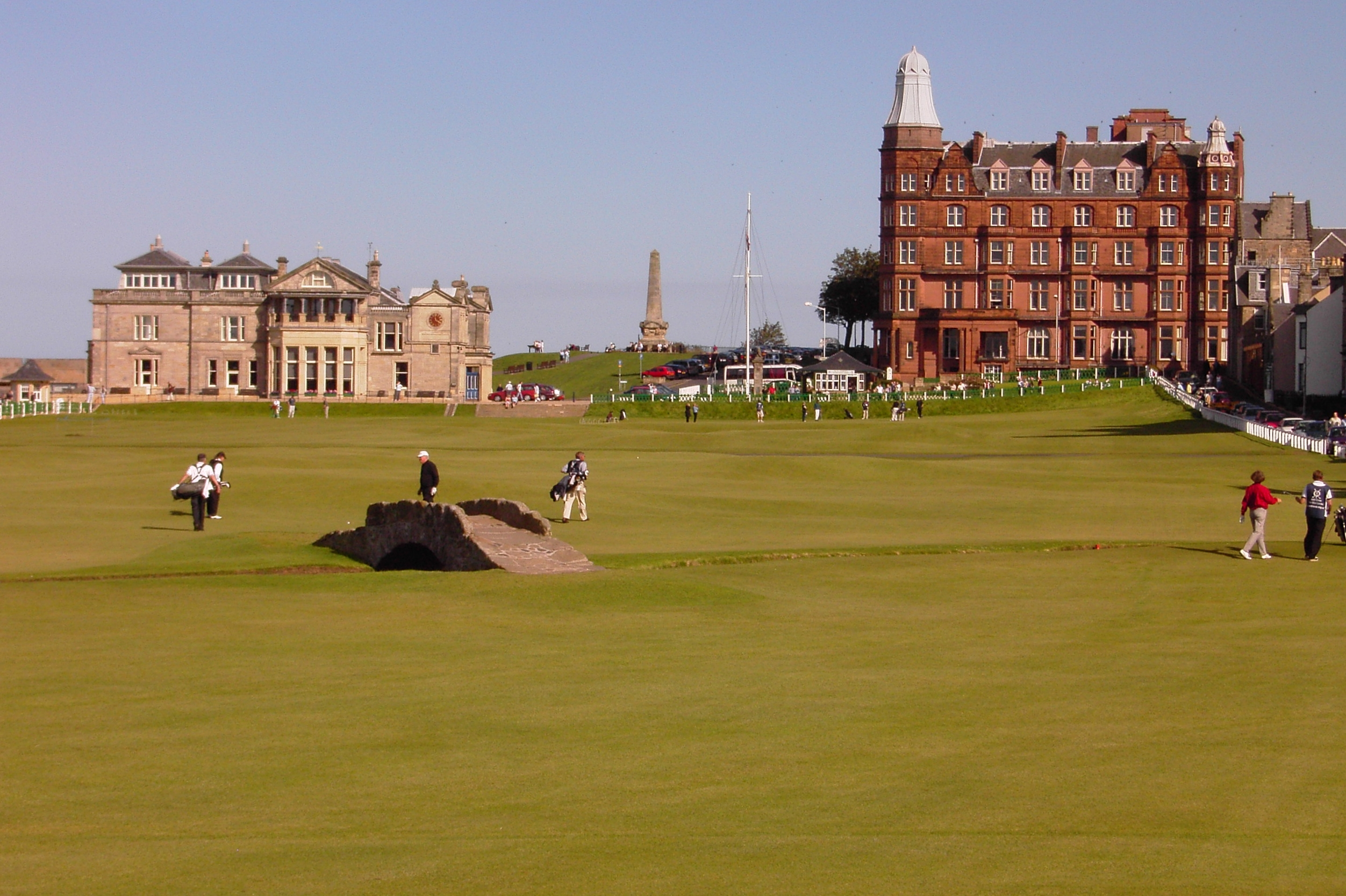
Old Course (beim Royal and Ancient Golf Club)
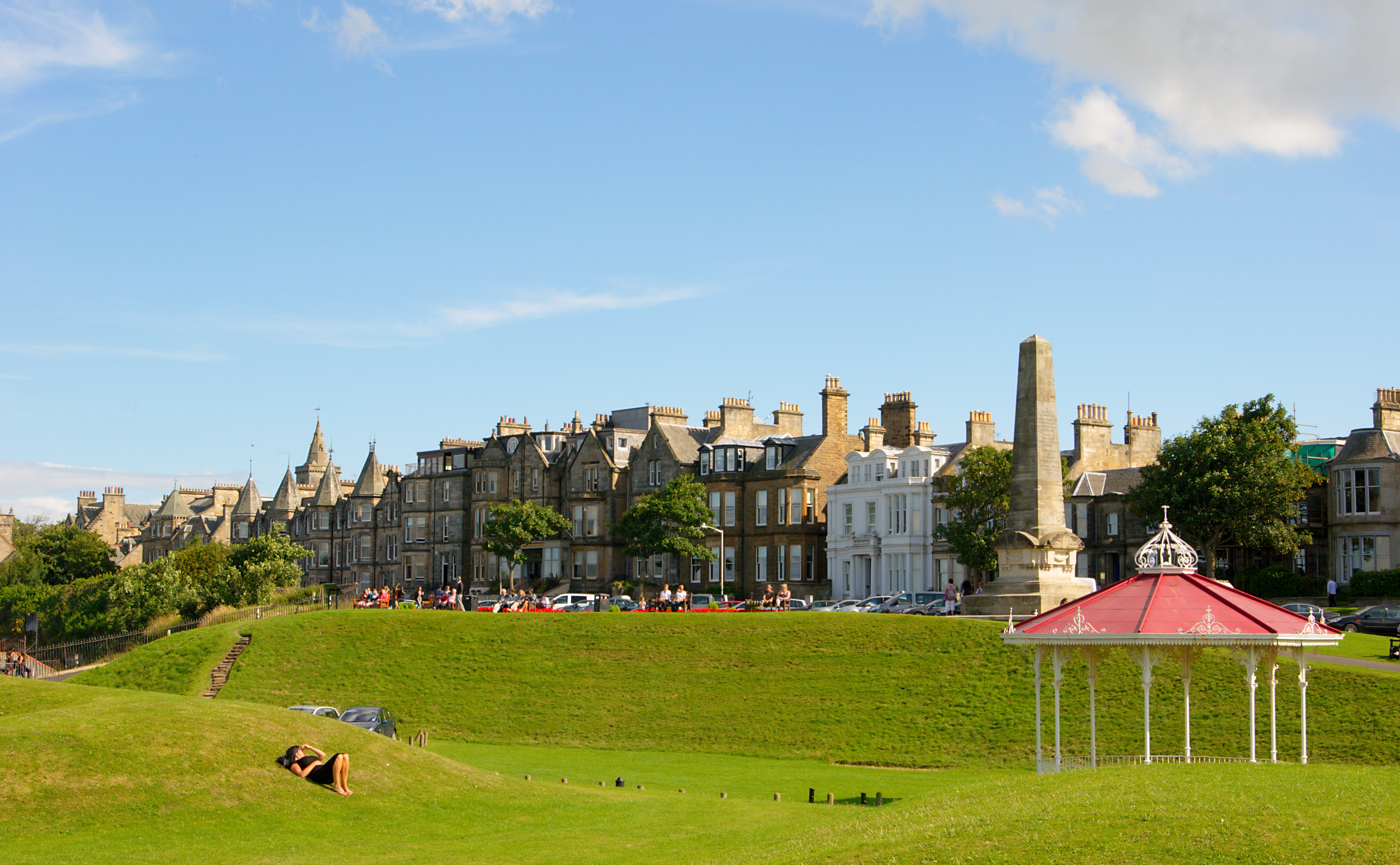
Park und Uferpromenade The Scores
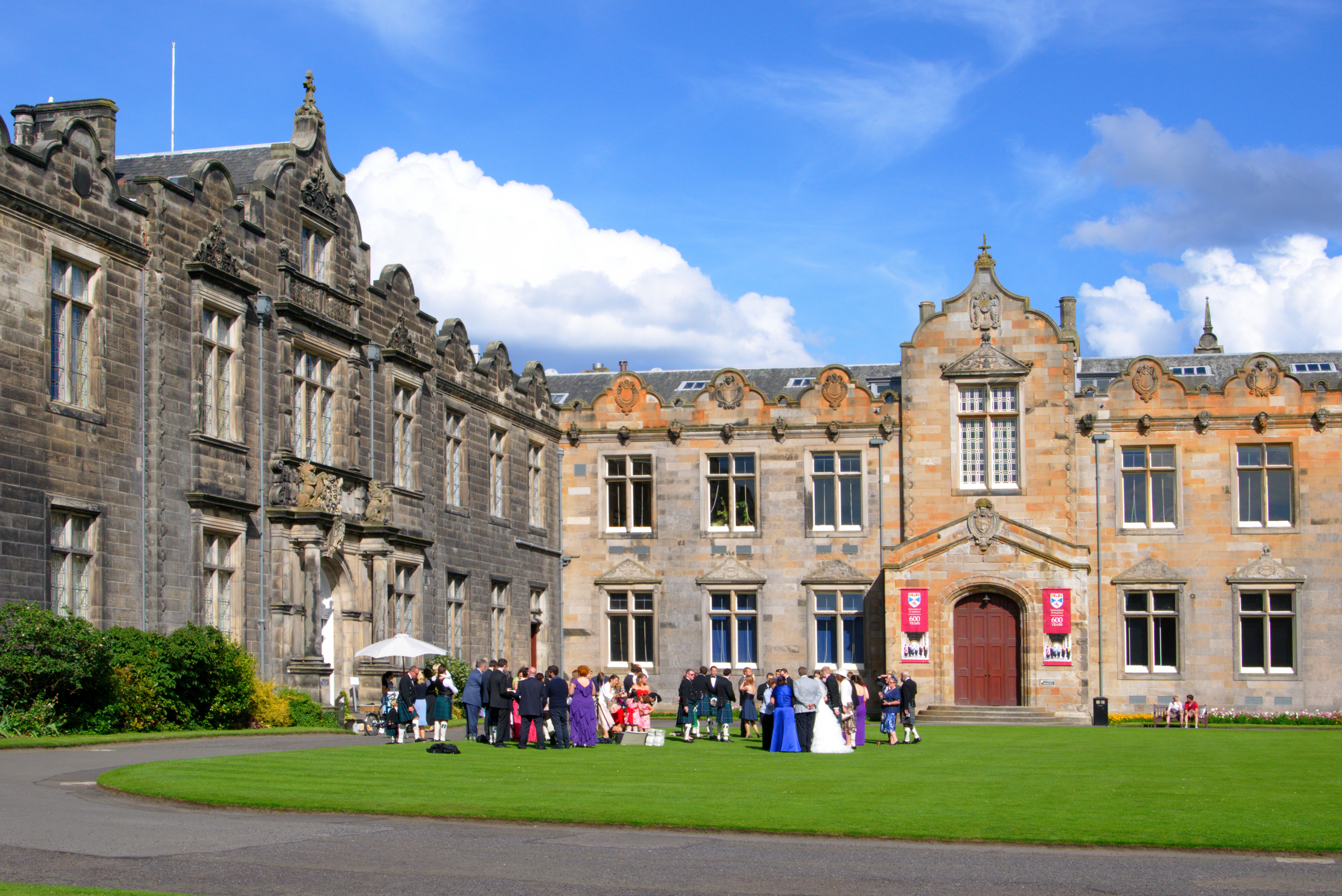
Eine Hochzeit an der Universität
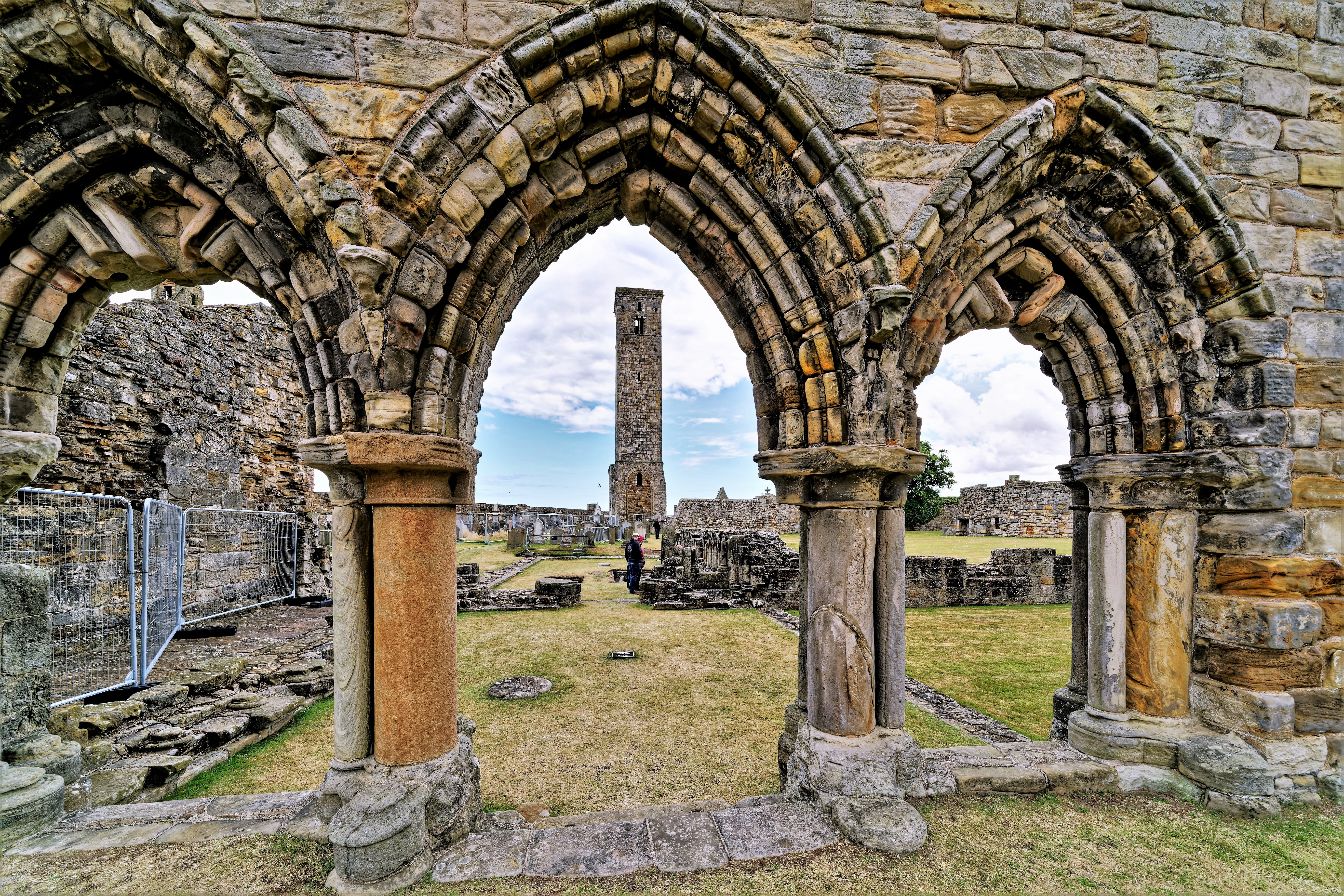
Die Kathedrale
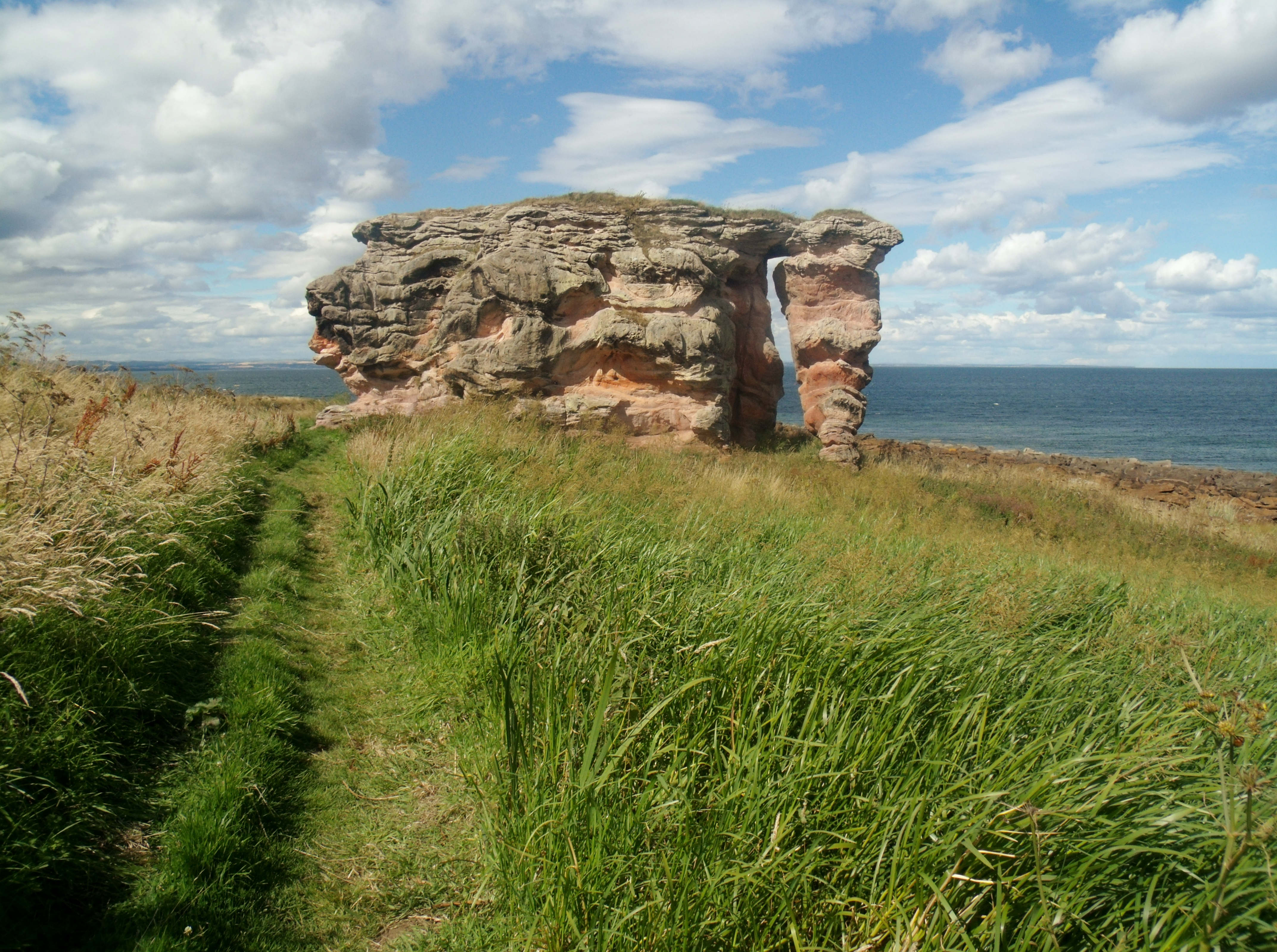
Buddo Rock